# Английска гимназия „Гео Милев“ (Русе)
АЕГ „Гео Милев“ е профилирана гимназия в град Русе с петгодишен курс на изучаване на английски език и задължителен втори чужд език по избор: немски, руски или френски. Основана през 1963 г. в сграда-паметник на културата. Гимназията е асоцииран член към Глобалната училищна мрежа на ЮНЕСКО. С решение на Министерски съвет на България от 2017 г., училището получава статус на „иновативно училище“.

## История
Сградата на Английска гимназия „Гео Милев“ е построена през 1908 г. от италианския архитект Мариано Пернигони и първоначално е помещавала Френския девически колеж с пансион „Notre dame de sion“. Според проекта сградата е трябвало да има П-образна форма, но е изпълнено само едното крило и понастоящем главната фасада е асиметрична. Френският девически пансион е бил заграден с висока ограда. Момичетата, повечето от богати фамилии от цялата страна, живеели под надзора на калугерки-французойки при желязна дисциплина, етикет и поведение. Всяка сутрин специална покрита кола ги возела до учебната сграда, която се намирала на ул. „Борисова“.
След 1948 г., сградата е използвана за ЖП училище и впоследствие за поликлиника. На 1 август 1963 г. се открива Политехническа гимназия с преподаване на английски език. Първите випуски изучават само английски език. От учебната година 1983/84 се разкриват две паралелки с изучаване на френски език, а от 1984/85 г. и две паралелки с първи език – немски. Увеличил се и броят на паралелките с профилирано изучаване на английски език от 4 на 5. Така всяка учебна година се приемали 9 паралелки по 25 ученици, което от 1985/86 г. наложило обучение на две смени. Паралелките с първи френски и първи немски език през 1993 г. били прехвърлени в Руската гимназия (сега СОУЕЕ ”Св. Константин-Кирил Философ”). Понастоящем в АГ „Гео Милев“ се приемат четири паралелки с интензивно изучаване на английски език (втори чужд език – френски, немски или руски).
През 2010 г. към сградата е открит нов спортен салон. А през 2013 г. – музейна сбирка за училищния живот през различните периоди на обитаване на сградата. В стъклени витрини са подредени архивни материали, грамоти от олимпиади и конкурси; купи, медали и флагчета от призови места на спортни състезания; вестници и материали от честванията на юбилеи и годишнини от създаването на гимназията и т.нар. „капсули на времето“ – посланията на всеки випуск към следващите поколения. Отразени са и успехите на учителите, наградени с орден „Кирил и Методий“ и други отличия за своята професионална дейност.
На 10 ноември 2016 г., в присъствието на Министъра на труда и социалната политика – Зорница Русинова и кмета на град Русе – Пламен Стоилов, е тържествено открита ремонтираната и обновена сграда на гимназията по проект „Красива България“.

## Възпитаници и реализация
Много от завършилите гимназията продължават своето следване в престижни образователни институции в Европа и САЩ, като Кеймбридж, Оксфорд, Харвард, Станфорд, Карнеги Мелън, Лондонския университет, Помона, Колумбийския университет.
Изявени личности, бивши възпитаници на гимназията са:
- Владимир Койлазов – създател на V-Ray. Носител на Scientific and engineering award от Оскари 2017 за софтуера си V-Ray;[7]
- Иван Петров – Физик, президент на Американското вакуумно общество.[8]
- Мартин Иванов – Министър на културата в служебното правителство на Георги Близнашки.[9]
- Любомир Тодоров – посланик на България в Япония.[10]
- Димитър Миленков – Съветник по икономически въпроси на Президента на Република България. Завършил Харвардския университет;
- Биляна Траянова – актриса, продуцент, автор и режисьор на тв предаването „Без багаж“;[11]
- Момчил Кюркчиев – Изпълнителен директор и съосновател на Leanplum в Сан Франциско[12] и бивш старши софтуерен инженер в Google;[13]
- Цветелина Тенева – създател на Института за предприемачи на Сиско;[14]
- Биляна Бонева-Атанасова – журналист и международен редактор на новини в „По света и у нас“;
- Нелина – фолклорен изпълнител
- Росица Яламова – Професор в Летбриджкия университет, Канада;
- Николай Димитров – Principal Business Developer Relations в Amazon Game Studios
- Красимир Косев – Учен, автор, тв водещ. Директор на Университетски Ботанически градини – София, Варна и Балчик на Софийския университет „Св. Климент Охридски“. Специализирал към Кралското дружество в Университета в Манчестър.[15]
- Тинко Ефтимов – канадски и български физик, професор.
- Виктория Василева – Зам.-председател на XLV народно събрание
- Теодора Генчовска - Министър на външните работи в правителството на Кирил Петков

## Резултати от матурите
Възпитаниците на гимназия „Гео Милев“ са на първо място по резултати от ДЗИ за учебната 2014/2015 година в Русе. Оценките по БЕЛ нареждат училището на 16-о място от 100-те най-добри училища в страната. Резултатите на възпитаниците от държавните зрелостни изпити по биология, история и цивилизации, физика и астрономия, са най-добрите в града за тази година.
За учебната 2015/16 година, гимназия „Гео Милев“ е на 9-о място в националната класация на училищата, чиито ученици са постигнали най-висок резултат на втората матура по избираем предмет, със средна аритметична оценка – 5,60 (87 явили се).

### Резултати от матурата по английски език
Към 2021 г. резултатите от матурата по английски език нареждат гимназията в Топ 10 на езиковите гимназии в национален мащаб и в топ 20 на гимназиите по общ резултат от матурите в България.
|          | 2010 г.    | 2011 г.    | 2012 г.    | 2013 г.    | 2015 г.    | 2016 г.    | 2021 г.    |
| Оценка   | 5.69       | 5.60       | 5.48       | 5.62       | 5.60       | 5.69       | 5.56       |
| Явили се | 77 ученика | 80 ученика | 80 ученика | 68 ученика | 79 ученика | 75 ученика | 85 ученика |

## Галерия
- Френският девически пансион „Notre Dame de Sion“
- Снимка на несъществуващата сега ограда
- Залата за занимания по музика
- Английската гимназия днес
- Сградата е разположена в парк